# George Wildschut
George Petrus Wilhelmus Wildschut (Amsterdam, 23 februari 1883 – Laren, Noord-Holland, 2 oktober 1966) was een Nederlandse kunstschilder, tekenaar en boekbandontwerper. Hij was een leerling van Antoon Derkinderen. Hij woonde en werkte in Amsterdam, Purmerend, toen weer Amsterdam tot 1924, Bloemendaal, Haarlem en van 1929 af in Blaricum.
Hij maakte figuurvoorstellingen, landschappen, voorstellingen van dieren en hij ontwierp voor uitgeverij Becht enige boekbanden voor kinderboeken.
- Biografisch Portaal: 82811864
- Digitale Bibliotheek voor de Nederlandse Letteren: wild055
- International Standard Name Identifier: 0000 0003 9258 7680
- Nederlandse Thesaurus van Auteursnamen: 073699128
- RKD-Nederlands Instituut voor Kunstgeschiedenis: 84511
- Virtual International Authority File: 286695068
- WorldCat: E39PBJccgmCmcyR4VDrb7CFkDq